# Ophiorrhiza calliantha
Ophiorrhiza calliantha är en måreväxtart som beskrevs av Elmer Drew Merrill och Lily May Perry. Ophiorrhiza calliantha ingår i släktet Ophiorrhiza och familjen måreväxter. Inga underarter finns listade i Catalogue of Life.